# Dobroselica (Rekovac)
Pour les articles homonymes, voir Dobroselica.
Dobroselica (en serbe cyrillique : Доброселица) est un village de Serbie situé dans la municipalité de Rekovac, district de Pomoravlje. Au recensement de 2011, il comptait 16 habitants.

## Démographie
| 1948 | 1953 | 1961 | 1971 | 1981 | 1991 | 2002 | 2011 |
| ---- | ---- | ---- | ---- | ---- | ---- | ---- | ---- |
| 344  | 350  | 324  | 226  | 121  | 71   | 36   | 16   |

|  |